# Вотерпруф (Луїзіана)
Вотерпруф (англ. Waterproof) — місто (англ. town) в США, в окрузі Тенсас штату Луїзіана. Населення — 541 особа (2020).

## Географія
Вотерпруф розташований за координатами 31°48′26″ пн. ш. 91°23′10″ зх. д. / 31.80722° пн. ш. 91.38611° зх. д. (31.807159, -91.386146).  За даними Бюро перепису населення США в 2010 році місто мало площу 1,81 км², уся площа — суходіл.

## Демографія
Згідно з переписом 2010 року, у місті мешкало 688 осіб у 303 домогосподарствах у складі 153 родин. Густота населення становила 381 особа/км².  Було 418 помешкань (232/км²).
Расовий склад населення:
| - 91,9 % — чорних або афроамериканців - 8,1 % — білих |

До двох чи більше рас належало 0,0 %. Частка іспаномовних становила 0,1 % від усіх жителів.
За віковим діапазоном населення розподілялося таким чином: 28,3 % — особи молодші 18 років, 55,3 % — особи у віці 18—64 років, 16,4 % — особи у віці 65 років та старші. Медіана віку мешканця становила 41,3 року. На 100 осіб жіночої статі у місті припадало 90,6 чоловіків;  на 100 жінок у віці від 18 років та старших — 73,6 чоловіків також старших 18 років.
Середній дохід на одне домашнє господарство  становив 23 462 долари США (медіана — 18 182), а середній дохід на одну сім'ю — 30 631 долар (медіана — 27 500). Медіана доходів становила 17 625 доларів для чоловіків та 15 038 доларів для жінок. За межею бідності перебувало 53,7 % осіб, у тому числі 61,9 % дітей у віці до 18 років та 48,0 % осіб у віці 65 років та старших.
Цивільне працевлаштоване населення становило 264 особи. Основні галузі зайнятості: освіта, охорона здоров'я та соціальна допомога — 40,5 %, публічна адміністрація — 13,3 %, сільське господарство, лісництво, риболовля — 11,4 %, мистецтво, розваги та відпочинок — 9,8 %.